# Блиниха (Ивановская область)
Блиниха — деревня в Лухском районе Ивановской области. Входит в состав Порздневского сельского поселения.

## География
Находится в восточной части Ивановской области на расстоянии приблизительно 23 км на восток-северо-восток по прямой от районного центра поселка Лух.

## История
В 1872 году здесь (тогда деревня в составе Юрьевецкого уезда Костромской губернии) было учтено 15 дворов, в 1907 году —28.

## Население
Постоянное население составляло 91 человек (1872 год), 102 (1897), 143 (1907), 41 в 2002 году (русские 85 %), 46 в 2010.